# أسطورة طوفان جلجامش
أسطورة طوفان جلجامش هي أسطورة طوفان في ملحمة جلجامش. يعتقد العديد من العلماء أن أسطورة الطوفان أضافها محرر استخدم قصة الفيضان من ملحمة أتراهاسس إلى اللوح الحادي عشر في «النسخة القياسية» لملحمة جلجامش. توجد أيضًا إشارة قصيرة إلى أسطورة الفيضان في قصائد جلجامش السومرية الأقدم، والتي استُلهمت منها النسخ البابلية اللاحقة الكثير من الإلهام والمواضيع.

## لمحة تاريخية
يُعتقد أن العهد التاريخي المفترض لجلجامش كان نحو عام 2700 قبل الميلاد، قبل وقت قصير من أقدم القصص المكتوبة المعروفة. أضفى اكتشاف القطع الأثرية المرتبطة بأغا وإين مي باراكي سي ملكا كيش، وهما ملكان آخران ورد ذكرهما في القصص، مصداقية على الوجود التاريخي لجلجامش.
يرجع تاريخ أقدم قصائد جلجامش السومرية إلى سلالة أور الثالثة (2100-2000 قبل الميلاد). تذكر إحدى هذه القصائد رحلة جلجامش للقاء بطل الطوفان، بالإضافة إلى نسخة قصيرة من قصة الطوفان. يرجع تاريخ النسخ الأكادية الأولى من الملحمة الموحدة إلى عام 2000-1500 قبل الميلاد. ولكن ليس واضحًا ما إذا كانت تتضمن سردًا موسعًا لأسطورة الفيضان، بسبب الطبيعة المجزأة لهذه النسخ البابلية القديمة؛ رغم أن إحدى المقاطع تتضمن بالتأكيد قصة رحلة جلجامش لمقابلة أوتنابيشتيم. تضمنت النسخة الأكادية «القياسية» نسخة طويلة من القصة التي حررها سين-لقي-ونيني، الذي عاش في وقت ما بين 1300 و1000 قبل الميلاد.

## اللوح الحادي عشر
يحتوي لوح طوفان جلجامش الحادي عشر على مواد قصصية إضافية إلى جانب الفيضان. تم تضمين قصة الطوفان لأن الآلهة منحت بطل الطوفان أوتنابيشتيم الخلود وهذا يناسب موضوع الخلود للملحمة. يبدو أن النقطة الأساسية هي أن أوتنابيشتيم مُنح الحياة الأبدية في ظروف فريدة لا يمكن تكرارها أبدًا. وكتوضيح لهذه النقطة، يتحدى أوتنابشتيم جلجامش أن يبقى مستيقظًا ستة أيام وسبع ليال. ولكن، بمجرد انتهاء أوتنابشتيم من الكلام، ينام جلجامش. يأمر أوتنابشتيم زوجته بأن تخبز رغيف خبز في كل يوم ينامه جلجامش حتى لا ينكر فشله. لا يستطيع جلجامش الذي يريد التغلب على الموت أن يقهر النوم حتى.
بينما يغادر جلجامش، تطلب زوجة أوتنابيشتيم من زوجها أن يقدم لها هدية فراق. يخبر أوتنابشتيم جلجامش عن نبتة تشبه اللُسَاس توجد في قاع المحيط تجعله شابًا مرة أخرى. يحصل جلجامش على النبتة عن طريق ربط قدميه بحجارة ليتمكن من المشي في قاع البحر. يأخذ النبات ويخطط لاختباره على رجل عجوز عندما يعود إلى أوروك. لسوء الحظ، عندما يتوقف جلجامش للاستحمام، يسرقه ثعبان يزال جلده عند رحيله، فيبدو كأنه ولد من جديد. يعود جلجامش، بعد فشله في كلتا الفرصتين، إلى أوروك، حيث يدفعه مشهد جدرانها الضخمة إلى مدح هذا العمل الدائم الذي يقوم به الرجال الفانون. قد يكون المعنى أن البشر يمكنهم تحقيق الخلود من خلال الأعمال الدائمة للحضارة والثقافة.